# Никълъс Спаркс
Никълъс Чарлс Спаркс (на английски: Nicholas Charles Sparks) е американски автор на редица бестселъри в целия свят. Писателят пише романи с теми свързани с християнството, любовта и вярата като е издал 15 книги. По едни от най-известните книги на автора са направени и филми – Писмо в бутилка (Message In A Bottle) (1999), Незабравимата (A Walk to Remember) (2002), Тетрадката (The Notebook) (2004), Нощи в Роданте (Nights In Rodanthe) (2008), С дъх на канела (Dear John) (2010), Последна песен (The Last Song) (2010), „Най-дългото пътуване“ (2015) („The Longest Ride“)

## Биография
Никълъс Спаркс е роден на 31 декември 1965 г. в Омаха, Небраска, САЩ. Семейството му сменя често своето местожителство през годините минавайки през Минесота, Лос Анджелис и Гранд Айланд, Небраска преди най-накрая да се установи във Феър Окс, Калифорния през 1973. Писателят живее и учи там до 1984 г., когато получава пълна стипендия за университета Нотр Дам и се мести в Индиана. След завършването на университета през 1988 г., писателят работи като брокер на недвижими имоти, келнер, реставратор на къщи, също така произвежда ортопедични уреди и работи като представител на лекарствени продукти. В свободното си време пише романи, първите два от които попадат в чекмеджето му. Запознава се със съпругата си Кейти през 1988 г. и се жени за нея през юли 1989 г. През 1992 г. семейството се мести от Сакраменто, Калифорния в Северна Каролина.
През 1990 той написва заедно с Били Майлс книгата „Wokini oder Die Suche nach dem verborgenen Glück“, която се публикува от едно малко издателство. През май 1994, на възраст от 28 години, Спаркс решава да напише роман, вдъхновен от историята на бабата и дядото на жена си. Така за шест месеца възниква романът „The Notebook“ („Тетрадката“), който се превръща и в първия бестселър на автора. Следват много други такива романи, преведени на повече от 35 езика и голяма част от тях филмирани.
Той живее в Ню Бърн, Северна Каролина заедно с жена си Кейти и петте им деца – Ландън, Майлс, Райън, Лекси и Савана. На 6 януари 2015 г. е публикувано съобщение за развода на Никълъс Спаркс със съпругата му, в което се казва, че те остават близки приятели.
Спаркс използва имената на децата си за главни фигури в своите романи („A Bend in the Road“ – Майлс Райън; „A Walk to Remember“ – Ландън Картър; „Dear John“ – Савана Къртис; „True Believer“ – Лекси Дарнел).

## Екранизации
- 1999: Message in a Bottle („Писмо в бутилка“ с Кевин Костнър, Робин Райт Пен и Пол Нюман)
- 2002: A Walk to Remember („Незабравимата“ с Менди Мор и Шейн Уест)
- 2004: The Notebook („Тетрадката“ с Райън Гослинг и Рейчъл Макадамс)
- 2008: Nights in Rodanthe („Нощи в Роданте“ с Ричард Гиър и Даян Лейн)
- 2010: Dear John („С дъх на канела“ с Аманда Сайфред и Чанинг Тейтъм)
- 2010: The Last Song („Последната песен“ с Майли Сайръс и Лиам Хемсуърт)
- 2012: The Lucky One („Късметлията“ със Зак Ефрон и Тейлър Шилинг)
- 2013: Safe Haven („Пристан за двама“ с Джош Дюамел и Джулиан Хоф)
- 2014: The Best of Me („Най-доброто в мен“ с Мишел Монахан и Джеймс Марсдън)
- 2015: The Longest Ride („Най-дългото пътуване“ с Брит Робъртсън и Скот Истууд)
- 2016: The Choice („Изборът“ с Тереза Палмър и Бенджамин Уокър)